# 24 Heures de Daytona 1998
Navigation
Édition précédente Édition suivante
Les 24 Heures de Daytona 1998 (officiellement appelé le 1998 Rolex Daytona 24 Hours), disputées sur les 31 janvier 1998 et 1er février 1998 sur le Daytona International Speedway ont été la trente-sixuième édition de cette épreuve, la trente -et-unième sur un format de vingt-quatre heures, et la première manche des United States Road Racing Championship 1998.

## Engagés
La liste officielle des engagés était composée de 80 voitures. 76 ont participé aux essais dont 18 en Can-Am, 18 en GT1, 13 en GT2 et 27 en GT3.

## Course
Voici le classement provisoire au terme de la course,,.
- Les vainqueurs de chaque catégorie sont signalés par un fond jauni.
- Pour la colonne Pneus, il faut passer le curseur au-dessus du modèle pour connaître le manufacturier de pneumatiques.

| Pos.    | Classe | N° | Écurie                                  | Pilotes                                                                          | Châssis                       | Pneus | Tours | Temps |
| Pos.    | Classe | N° | Écurie                                  | Pilotes                                                                          | Moteur                        | Pneus | Tours | Temps |
| ------- | ------ | -- | --------------------------------------- | -------------------------------------------------------------------------------- | ----------------------------- | ----- | ----- | ----- |
| 1       | CA     | 30 | Doran/Moretti Racing                    | Giampiero Moretti Arie Luyendyk Mauro Baldi Didier Theys                         | Ferrari 333 SP                | Y     | 711   |       |
| 1       | CA     | 30 | Doran/Moretti Racing                    | Giampiero Moretti Arie Luyendyk Mauro Baldi Didier Theys                         |                               | Y     | 711   |       |
| 2       | GT1    | 01 | Rohr Motorsport                         | Allan McNish Danny Sullivan Jörg Müller Uwe Alzen Dirk Müller                    | Porsche 911 GT1 Evo           | M     | 703   |       |
| 2       | GT1    | 01 | Rohr Motorsport                         | Allan McNish Danny Sullivan Jörg Müller Uwe Alzen Dirk Müller                    |                               | M     | 703   |       |
| 3       | GT1    | 00 | Larbre Compétition                      | Christophe Bouchut Patrice Goueslard Carl Rosenblad André Ahrlé                  | Porsche 911 GT1               | M     | 667   |       |
| 3       | GT1    | 00 | Larbre Compétition                      | Christophe Bouchut Patrice Goueslard Carl Rosenblad André Ahrlé                  |                               | M     | 667   |       |
| 4       | GT2    | 97 | Konrad Motorsport                       | Toni Seiler Wido Rössler Peter Kitchak Angelo Zadra Franz Konrad                 | Porsche 911 GT2 (993)         | P     | 660   |       |
| 4       | GT2    | 97 | Konrad Motorsport                       | Toni Seiler Wido Rössler Peter Kitchak Angelo Zadra Franz Konrad                 |                               | P     | 660   |       |
| 5       | GT2    | 04 | C. J. Motorsports                       | John Morton John Graham Patrick Huisman Duncan Huisman                           | Porsche 911 GT2 (993)         | ?     | 659   |       |
| 5       | GT2    | 04 | C. J. Motorsports                       | John Morton John Graham Patrick Huisman Duncan Huisman                           |                               | ?     | 659   |       |
| 6       | GT3    | 10 | Prototype Technology Group, Inc.        | Bill Auberlen Marc Duez Boris Said Peter Cunningham (en)                         | BMW M3 E36                    | Y     | 657   |       |
| 6       | GT3    | 10 | Prototype Technology Group, Inc.        | Bill Auberlen Marc Duez Boris Said Peter Cunningham (en)                         |                               | Y     | 657   |       |
| 7       | GT3    | 23 | Team Seattle/Alex Job Racing            | Mike Conte Bruno Lambert Nick Holt Darryl Havens                                 | Porsche 911 Carrera RSR       | P     | 639   |       |
| 7       | GT3    | 23 | Team Seattle/Alex Job Racing            | Mike Conte Bruno Lambert Nick Holt Darryl Havens                                 |                               | P     | 639   |       |
| 8       | CA     | 63 | Downing/Atlanta Racing                  | Yojiro Terada Howard Katz John O'Steen Jim Downing Franck Fréon                  | Kudzu DLM-4                   | G     | 636   |       |
| 8       | CA     | 63 | Downing/Atlanta Racing                  | Yojiro Terada Howard Katz John O'Steen Jim Downing Franck Fréon                  |                               | G     | 636   |       |
| 9       | GT3    | 55 | AASCO Performance                       | Charles Slater Tim Ralston Tom Peterson Jorge Trejos                             | Porsche 911 Carrera RSR       | P     | 629   |       |
| 9       | GT3    | 55 | AASCO Performance                       | Charles Slater Tim Ralston Tom Peterson Jorge Trejos                             |                               | P     | 629   |       |
| 10      | GT3    | 73 | Jack Lewis Enterprises Ltd.             | Jack Lewis Tony Burgess Anthony Lazzaro Kurt Matthewson                          | Porsche 911 Carrera RSR       | G     | 626   |       |
| 10      | GT3    | 73 | Jack Lewis Enterprises Ltd.             | Jack Lewis Tony Burgess Anthony Lazzaro Kurt Matthewson                          |                               | G     | 626   |       |
| 11 Abd. | GT1    | 4  | Tom Gloy Racing (en)                    | Mike Borkowski (en) Tony Kanaan Robbie Buhl                                      | Ford Mustang Cobra (en)       | ?     | 624   |       |
| 11 Abd. | GT1    | 4  | Tom Gloy Racing (en)                    | Mike Borkowski (en) Tony Kanaan Robbie Buhl                                      |                               | ?     | 624   |       |
| 12      | GT3    | 25 | RWS (en)-Brun Motorsport                | Hans-Jörg Hofer Luca Riccitelli Raffaele Sanguiolo Günther Blieninger            | Porsche 911 Cup               | ?     | 624   |       |
| 12      | GT3    | 25 | RWS (en)-Brun Motorsport                | Hans-Jörg Hofer Luca Riccitelli Raffaele Sanguiolo Günther Blieninger            |                               | ?     | 624   |       |
| 13      | GT3    | 77 | Grey Cliff Racing                       | John Drew David Friedman Beran Peter James Nelson Mark Greenburg                 | Porsche 911 Carrera RSR       | ?     | 622   |       |
| 13      | GT3    | 77 | Grey Cliff Racing                       | John Drew David Friedman Beran Peter James Nelson Mark Greenburg                 |                               | ?     | 622   |       |
| 14      | GT2    | 81 | Chamberlain Engineering                 | Chris Gleason Ray Lintott Matt Turner Ashley Ward                                | Chrysler Viper GTS-R          | G     | 619   |       |
| 14      | GT2    | 81 | Chamberlain Engineering                 | Chris Gleason Ray Lintott Matt Turner Ashley Ward                                |                               | G     | 619   |       |
| 15 Abd. | CA     | 16 | Dyson Racing                            | James Weaver Rob Dyson (en) Dorsey Schroeder (en) Elliott Forbes-Robinson        | Riley & Scott Mk III (en)     | G     | 616   |       |
| 15 Abd. | CA     | 16 | Dyson Racing                            | James Weaver Rob Dyson (en) Dorsey Schroeder (en) Elliott Forbes-Robinson        |                               | G     | 616   |       |
| 16      | GT3    | 7  | Prototype Technology Group, Inc.        | Ross Bentley (en) Les Delano Andy Petery Derek Hill (en)                         | BMW M3 E36                    | Y     | 616   |       |
| 16      | GT3    | 7  | Prototype Technology Group, Inc.        | Ross Bentley (en) Les Delano Andy Petery Derek Hill (en)                         |                               | Y     | 616   |       |
| 17 Abd. | CA     | 20 | Dyson Racing                            | Butch Leitzinger John Paul Jr. Perry McCarthy Rob Dyson (en)                     | Riley & Scott Mk III (en)     | G     | 615   |       |
| 17 Abd. | CA     | 20 | Dyson Racing                            | Butch Leitzinger John Paul Jr. Perry McCarthy Rob Dyson (en)                     |                               | G     | 615   |       |
| 18      | GT3    | 07 | G&W Motorsports                         | Price Cobb Danny Marshall (en) Peter Chambers Ulrich Gallade Martyn Konig        | Porsche 911                   | ?     | 615   |       |
| 18      | GT3    | 07 | G&W Motorsports                         | Price Cobb Danny Marshall (en) Peter Chambers Ulrich Gallade Martyn Konig        |                               | ?     | 615   |       |
| 19 Abd. | GT1    | 38 | Champion Motors                         | Thierry Boutsen Andy Pilgrim Ralf Kelleners                                      | Porsche 911 GT1 Evo           | P     | 614   |       |
| 19 Abd. | GT1    | 38 | Champion Motors                         | Thierry Boutsen Andy Pilgrim Ralf Kelleners                                      |                               | P     | 614   |       |
| 20 Abd. | CA     | 3  | Scandia Engineering                     | Yannick Dalmas Bob Wollek Max Papis Ron Fellows                                  | Ferrari 333 SP                | G     | 610   |       |
| 20 Abd. | CA     | 3  | Scandia Engineering                     | Yannick Dalmas Bob Wollek Max Papis Ron Fellows                                  |                               | G     | 610   |       |
| 21      | GT2    | 21 | Dener Motorsport Stuttgart Sportscar    | André Lara-Resende Régis Schuch Flávio Trindale Maurizio Sandro Sala             | Porsche 911 GT2 (993)         | P     | 604   |       |
| 21      | GT2    | 21 | Dener Motorsport Stuttgart Sportscar    | André Lara-Resende Régis Schuch Flávio Trindale Maurizio Sandro Sala             |                               | P     | 604   |       |
| 22      | CA     | 62 | Downing/Atlanta Racing                  | John Mirro Ralph Thomas Douglas Campbell Dennis Spencer Rich Grupp               | Kudzu DLM                     | G     | 591   |       |
| 22      | CA     | 62 | Downing/Atlanta Racing                  | John Mirro Ralph Thomas Douglas Campbell Dennis Spencer Rich Grupp               |                               | G     | 591   |       |
| 23      | GT3    | 67 | The Racer's Group                       | Chris Ronson Brian Pelke Steve Pelke Bruce Busby                                 | Porsche 911 Carrera RSR       | G     | 567   |       |
| 23      | GT3    | 67 | The Racer's Group                       | Chris Ronson Brian Pelke Steve Pelke Bruce Busby                                 |                               | G     | 567   |       |
| 24      | GT3    | 09 | Spirit of Daytona Racing                | Craig Conway Eric van Cleef Todd Flis                                            | Mitsubishi Eclipse GSX        | T     | 563   |       |
| 24      | GT3    | 09 | Spirit of Daytona Racing                | Craig Conway Eric van Cleef Todd Flis                                            |                               | T     | 563   |       |
| 25 Abd. | CA     | 95 | TRV Motorsport                          | Jeret Schroeder (en) Tom Volk Lyn St. James Pete Halsmer (en)                    | Kudzu DL-4                    | G     | 557   |       |
| 25 Abd. | CA     | 95 | TRV Motorsport                          | Jeret Schroeder (en) Tom Volk Lyn St. James Pete Halsmer (en)                    |                               | G     | 557   |       |
| 26 Abd. | CA     | 39 | Colucci/Matthews Racing                 | David Murry Hurley Haywood Derek Bell Jim Matthews                               | Riley & Scott Mk III (en)     | P     | 550   |       |
| 26 Abd. | CA     | 39 | Colucci/Matthews Racing                 | David Murry Hurley Haywood Derek Bell Jim Matthews                               |                               | P     | 550   |       |
| 27      | GT1    | 29 | Overbagh Motor Racing                   | Fabio Rosa Giovanni Vigano Gabrio Rosa Pierangelo Masselli C. J. Johnson         | Chevrolet Camaro              | G     | 547   |       |
| 27      | GT1    | 29 | Overbagh Motor Racing                   | Fabio Rosa Giovanni Vigano Gabrio Rosa Pierangelo Masselli C. J. Johnson         |                               | G     | 547   |       |
| 28      | GT2    | 71 | Pettit Racing                           | Cameron Worth Nick Vitucci Bill Lester (en) Scott Sansone Brian Richards         | Mazda RX-7 Turbo              | H     | 539   |       |
| 28      | GT2    | 71 | Pettit Racing                           | Cameron Worth Nick Vitucci Bill Lester (en) Scott Sansone Brian Richards         |                               | H     | 539   |       |
| 29      | GT2    | 69 | Proton Competition                      | Denis Lay Gerd Ruch Will Langhorne (en) Gerold Ried                              | Porsche 911 GT2 (993)         | ?     | 498   |       |
| 29      | GT2    | 69 | Proton Competition                      | Denis Lay Gerd Ruch Will Langhorne (en) Gerold Ried                              |                               | ?     | 498   |       |
| 30 Abd. | CA     | 8  | Transatlantic Racing/Support Net Racing | Johnny O'Connell Henry Camferdam Scott Schubot                                   | Riley & Scott Mk III (en)     | D     | 497   |       |
| 30 Abd. | CA     | 8  | Transatlantic Racing/Support Net Racing | Johnny O'Connell Henry Camferdam Scott Schubot                                   |                               | D     | 497   |       |
| 31      | GT1    | 40 | Rankin Racing, Inc.                     | David Rankin Hank Scott Eric Jensen (en) Toto Lassally Nort Northam              | Chevrolet Camaro              | G     | 494   |       |
| 31      | GT1    | 40 | Rankin Racing, Inc.                     | David Rankin Hank Scott Eric Jensen (en) Toto Lassally Nort Northam              |                               | G     | 494   |       |
| 32 Abd. | GT1    | 99 | Panoz-Visteon Racing                    | Éric Bernard David Brabham Jamie Davies                                          | Panoz GTR-1                   | M     | 472   |       |
| 32 Abd. | GT1    | 99 | Panoz-Visteon Racing                    | Éric Bernard David Brabham Jamie Davies                                          |                               | M     | 472   |       |
| 33 Abd. | GT3    | 54 | Bell Motorsports                        | Stu Hayner Henry Taleb Scott Neuman Terry Borcheller                             | BMW M3 E36                    | Y     | 455   |       |
| 33 Abd. | GT3    | 54 | Bell Motorsports                        | Stu Hayner Henry Taleb Scott Neuman Terry Borcheller                             |                               | Y     | 455   |       |
| 34      | GT3    | 24 | Team Seattle/Alex Job Racing            | Don Kitch Jr. Byron Sanborn Angelo Cilli Kim Wolfkill                            | Porsche 911 Carrera RSR       | P     | 448   |       |
| 34      | GT3    | 24 | Team Seattle/Alex Job Racing            | Don Kitch Jr. Byron Sanborn Angelo Cilli Kim Wolfkill                            |                               | P     | 448   |       |
| 35      | GT1    | 56 | Team Argentina                          | Gaston Aguirre Francisco Castillo Horacio Paolucci Facundo Gilbicella            | Oldsmobile Cutlass (en)       | ?     | 445   |       |
| 35      | GT1    | 56 | Team Argentina                          | Gaston Aguirre Francisco Castillo Horacio Paolucci Facundo Gilbicella            |                               | ?     | 445   |       |
| 36      | GT1    | 87 | John Annis Racing                       | John Annis Lee Hill Bill Ladoniczki Steve Ladoniczki Randy Pobst (en)            | Chevrolet Camaro              | ?     | 438   |       |
| 36      | GT1    | 87 | John Annis Racing                       | John Annis Lee Hill Bill Ladoniczki Steve Ladoniczki Randy Pobst (en)            |                               | ?     | 438   |       |
| 37      | GT1    | 35 | McDill Racing                           | Stefano Bucci Mauro Casadei Francesco Ciani Andrea Garbagnati                    | Chevrolet Camaro              | Y     | 437   |       |
| 37      | GT1    | 35 | McDill Racing                           | Stefano Bucci Mauro Casadei Francesco Ciani Andrea Garbagnati                    |                               | Y     | 437   |       |
| 38 Abd. | GT1    | 0  | Multimatic Motorsports                  | Scott Maxwell Jason Priestley David Empringham                                   | Ford Mustang Cobra (en)       | D     | 435   |       |
| 38 Abd. | GT1    | 0  | Multimatic Motorsports                  | Scott Maxwell Jason Priestley David Empringham                                   |                               | D     | 435   |       |
| 39 Abd. | GT1    | 5  | Panoz-Visteon Racing                    | Andy Wallace Scott Pruett Raul Boesel Doc Bundy (en)                             | Panoz GTR-1                   | M     | 433   |       |
| 39 Abd. | GT1    | 5  | Panoz-Visteon Racing                    | Andy Wallace Scott Pruett Raul Boesel Doc Bundy (en)                             |                               | M     | 433   |       |
| 40 Abd. | CA     | 28 | Intersport Racing (en)                  | Jon Field Rick Sutherland Butch Brickell (en) Enrico Bertaggia Alex Padilla (en) | Riley & Scott Mk III (en)     | G     | 432   |       |
| 40 Abd. | CA     | 28 | Intersport Racing (en)                  | Jon Field Rick Sutherland Butch Brickell (en) Enrico Bertaggia Alex Padilla (en) |                               | G     | 432   |       |
| 41      | CA     | 51 | Fantasy Junction-Coys Racing            | Bruce Trenery Spencer Trenery Grahame Bryant Steve Pfeifer Kent Painter          | Cannibal                      | ?     | 414   |       |
| 41      | CA     | 51 | Fantasy Junction-Coys Racing            | Bruce Trenery Spencer Trenery Grahame Bryant Steve Pfeifer Kent Painter          |                               | ?     | 414   |       |
| 42      | GT1    | 89 | Maugeri Motorsports                     | Richard Maugeri Anthony Puleo Sim Penton Daniel Urrutia                          | Chevrolet Camaro              | G     | 385   |       |
| 42      | GT1    | 89 | Maugeri Motorsports                     | Richard Maugeri Anthony Puleo Sim Penton Daniel Urrutia                          |                               | G     | 385   |       |
| 43 Abd. | GT3    | 96 | Olive Garden Racing                     | Ronald Zitza Kevin Wheeler Mike Davies                                           | Porsche 911 (993)Porsche 911  | P     | 381   |       |
| 43 Abd. | GT3    | 96 | Olive Garden Racing                     | Ronald Zitza Kevin Wheeler Mike Davies                                           |                               | P     | 381   |       |
| 44 Abd. | CA     | 88 | Dollahite Racing                        | Anthony Lazzaro Bill Dollahite Paul Dallenbach                                   | Spice BDG-02                  | P     | 371   |       |
| 44 Abd. | CA     | 88 | Dollahite Racing                        | Anthony Lazzaro Bill Dollahite Paul Dallenbach                                   |                               | P     | 371   |       |
| 45 Abd. | CA     | 59 | Intersport Racing (en)                  | Simon Gregg Oliver Kuttner Joaquin DeSoto Tim Holt                               | Spice SC95                    | G     | 344   |       |
| 45 Abd. | CA     | 59 | Intersport Racing (en)                  | Simon Gregg Oliver Kuttner Joaquin DeSoto Tim Holt                               |                               | G     | 344   |       |
| 46 Abd. | GT3    | 52 | Team Protosport GT                      | Dave Russell William Stitt Mark Hillstead Paul Arnold Neil Crilly                | Porsche 911 Carrera RSR       | Y     | 342   |       |
| 46 Abd. | GT3    | 52 | Team Protosport GT                      | Dave Russell William Stitt Mark Hillstead Paul Arnold Neil Crilly                |                               | Y     | 342   |       |
| 47 Abd. | GT3    | 41 | Technodyne                              | Cort Wagner Chris Cervelli Marc Basseng Kelly Collins                            | Porsche 911 Carrera RSR       | P     | 335   |       |
| 47 Abd. | GT3    | 41 | Technodyne                              | Cort Wagner Chris Cervelli Marc Basseng Kelly Collins                            |                               | P     | 335   |       |
| 48 Abd. | CA     | 36 | Colucci/Matthews Racing                 | Eliseo Salazar Jim Pace Barry Waddell                                            | Riley & Scott Mk III (en)     | P     | 300   |       |
| 48 Abd. | CA     | 36 | Colucci/Matthews Racing                 | Eliseo Salazar Jim Pace Barry Waddell                                            |                               | P     | 300   |       |
| 49      | GT3    | 33 | Phoenix American Motorsport             | Mike Weinberg Jim Michaelian Bob Rockwood Steve McNeely                          | Pontiac Firebird Formula (en) | H     | 295   |       |
| 49      | GT3    | 33 | Phoenix American Motorsport             | Mike Weinberg Jim Michaelian Bob Rockwood Steve McNeely                          |                               | H     | 295   |       |
| 50      | CA     | 19 | Davin Racing                            | A. J. Smith Mark Montgomery Edd Davin                                            | Kudzu DLM                     | G     | 287   |       |
| 50      | CA     | 19 | Davin Racing                            | A. J. Smith Mark Montgomery Edd Davin                                            |                               | G     | 287   |       |
| 51      | GT3    | 27 | Goldin Brother Racing                   | Steve Goldin John G. Thomas Todd Vallancourt Keith Goldin                        | Mazda RX-7                    | H     | 277   |       |
| 51      | GT3    | 27 | Goldin Brother Racing                   | Steve Goldin John G. Thomas Todd Vallancourt Keith Goldin                        |                               | H     | 277   |       |
| 52      | GT3    | 86 | G&W Motorsports                         | Brian Redman Steve Marshall Arthur Urciuoli Robert Amren Price Cobb              | Porsche 911 Carrera RSR       | ?     | 272   |       |
| 52      | GT3    | 86 | G&W Motorsports                         | Brian Redman Steve Marshall Arthur Urciuoli Robert Amren Price Cobb              |                               | ?     | 272   |       |
| 53 Abd. | GT2    | 50 | Johnson Autosport Racing                | J. Robert Johnson Tom McGlynn James Oppenheimer George Balbach Erik Johnson      | Porsche 911 Turbo             | D     | 248   |       |
| 53 Abd. | GT2    | 50 | Johnson Autosport Racing                | J. Robert Johnson Tom McGlynn James Oppenheimer George Balbach Erik Johnson      |                               | D     | 248   |       |
| 54 Abd. | GT2    | 98 | Konrad Motorsport                       | Larry Schumacher Robert Nearn Franz Konrad Nick Ham                              | Porsche 911 GT2 (993)         | P     | 245   |       |
| 54 Abd. | GT2    | 98 | Konrad Motorsport                       | Larry Schumacher Robert Nearn Franz Konrad Nick Ham                              |                               | P     | 245   |       |
| 55 Abd. | CA     | 17 | Doyle-Risi Racing                       | Wayne Taylor Eric van de Poele Fermín Vélez                                      | Ferrari 333 SP                | P     | 225   |       |
| 55 Abd. | CA     | 17 | Doyle-Risi Racing                       | Wayne Taylor Eric van de Poele Fermín Vélez                                      |                               | P     | 225   |       |
| 56      | GT1    | 53 | Diablo Racing                           | Tom Scheuren Spencer Pumpelly Gerry Green Bobby Jones                            | Chevrolet Camaro              | G     | 195   |       |
| 56      | GT1    | 53 | Diablo Racing                           | Tom Scheuren Spencer Pumpelly Gerry Green Bobby Jones                            |                               | G     | 195   |       |
| 57 Abd. | GT3    | 57 | Kryderacing                             | Reed Kryder Steve Ahlgrim Dave Deen Frank Del Vecchio Ryan Hampton (en)          | Nissan 240SX                  | ?     | 191   |       |
| 57 Abd. | GT3    | 57 | Kryderacing                             | Reed Kryder Steve Ahlgrim Dave Deen Frank Del Vecchio Ryan Hampton (en)          |                               | ?     | 191   |       |
| 58 Abd. | GT1    | 74 | Robinson Racing                         | George Robinson Jack Baldwin (en) Irv Hoerr (en) Jon Gooding                     | Oldsmobile Aurora             | G     | 183   |       |
| 58 Abd. | GT1    | 74 | Robinson Racing                         | George Robinson Jack Baldwin (en) Irv Hoerr (en) Jon Gooding                     |                               | G     | 183   |       |
| 59 Abd. | GT3    | 45 | GLPK Racing Leaders                     | Stéphane Cohen Paul Kumpen Marc Schoonbroodt Michael Funke (en)                  | Porsche 911 GT2 (993)         | ?     | 182   |       |
| 59 Abd. | GT3    | 45 | GLPK Racing Leaders                     | Stéphane Cohen Paul Kumpen Marc Schoonbroodt Michael Funke (en)                  |                               | ?     | 182   |       |
| 60 Abd. | GT2    | 90 | AD Sport                                | Kris Wauters (en) Koen Wauters Franco La Rosa Bert Longin Albert Vanierschot     | Porsche 911 GT2 (993)         | G     | 173   |       |
| 60 Abd. | GT2    | 90 | AD Sport                                | Kris Wauters (en) Koen Wauters Franco La Rosa Bert Longin Albert Vanierschot     |                               | G     | 173   |       |
| 61 Abd. | GT1    | 2  | Mosler Automotive                       | Shane Lewis Vic Rice Brian Hornkohl Chris Neville (en)                           | Mosler Raptor (en)            | ?     | 169   |       |
| 61 Abd. | GT1    | 2  | Mosler Automotive                       | Shane Lewis Vic Rice Brian Hornkohl Chris Neville (en)                           |                               | ?     | 169   |       |
| 62 Abd. | GT3    | 37 | GTR Motorsports                         | Dave White Jim Loftis Bob Strange Richard Howe                                   | Porsche 968 GTR               | D     | 154   |       |
| 62 Abd. | GT3    | 37 | GTR Motorsports                         | Dave White Jim Loftis Bob Strange Richard Howe                                   |                               | D     | 154   |       |
| 63 Abd. | GT3    | 76 | Team A.R.E.                             | Mike Doolin Scott Peeler John Ruther Martin Snow                                 | Porsche 911 Carrera RSR       | Y     | 154   |       |
| 63 Abd. | GT3    | 76 | Team A.R.E.                             | Mike Doolin Scott Peeler John Ruther Martin Snow                                 |                               | Y     | 154   |       |
| 64 Abd. | GT3    | 68 | The Racer's Group                       | Kevin Buckler (en) Philip Collin Eric Bretzel Duncan Dayton (en)                 | Porsche 911 Carrera RSR       | G     | 142   |       |
| 64 Abd. | GT3    | 68 | The Racer's Group                       | Kevin Buckler (en) Philip Collin Eric Bretzel Duncan Dayton (en)                 |                               | G     | 142   |       |
| 65 Abd. | GT3    | 75 | On the Edge Racing                      | Max Schmidt Chris Bingham (en) Nigel Smith (en) Scott Harrington                 | Porsche 911 Carrera RSR       | ?     | 115   |       |
| 65 Abd. | GT3    | 75 | On the Edge Racing                      | Max Schmidt Chris Bingham (en) Nigel Smith (en) Scott Harrington                 |                               | ?     | 115   |       |
| 66 Abd. | GT2    | 58 | Broadfoot Racing                        | Pascal Dro Martin Shuster Phillipe Lenain                                        | Porsche 944 Turbo             | G     | 114   |       |
| 66 Abd. | GT2    | 58 | Broadfoot Racing                        | Pascal Dro Martin Shuster Phillipe Lenain                                        |                               | G     | 114   |       |
| 67 Abd. | GT3    | 6  | Prototype Technology Group, Inc.        | Mark Simo (en) Dieter Quester Peter Cunningham (en)                              | BMW M3 E36                    | Y     | 87    |       |
| 67 Abd. | GT3    | 6  | Prototype Technology Group, Inc.        | Mark Simo (en) Dieter Quester Peter Cunningham (en)                              |                               | Y     | 87    |       |
| 68 Abd. | GT2    | 05 | Prova Motorsports                       | Cor Euser Masamitsu Ishihara Katsunori Iketani (en)                              | Porsche 911 GT2 (993)         | D     | 79    |       |
| 68 Abd. | GT2    | 05 | Prova Motorsports                       | Cor Euser Masamitsu Ishihara Katsunori Iketani (en)                              |                               | D     | 79    |       |
| 69 Abd. | CA     | 60 | Kopf Precision Race Products            | Shane Donley Kris Wilson Tim Moser                                               | Keiler KII                    | D     | 50    |       |
| 69 Abd. | CA     | 60 | Kopf Precision Race Products            | Shane Donley Kris Wilson Tim Moser                                               |                               | D     | 50    |       |
| 70 Abd. | GT1    | 46 | Newcastle United Storm Racing           | Julian Bailey Tiff Needell Craig Baird Richard Dean                              | Lister Storm GTL              | M     | 45    |       |
| 70 Abd. | GT1    | 46 | Newcastle United Storm Racing           | Julian Bailey Tiff Needell Craig Baird Richard Dean                              |                               | M     | 45    |       |
| 71 Abd. | GT1    | 72 | Banks Motorsport                        | Tim Banks Todd Sprinkle Kerry Hitt                                               | Chevrolet Corvette            | ?     | 38    |       |
| 71 Abd. | GT1    | 72 | Banks Motorsport                        | Tim Banks Todd Sprinkle Kerry Hitt                                               |                               | ?     | 38    |       |
| 72 Abd. | GT3    | 32 | Phoenix American Motorsport             | John Heinricy (en) Stu Hayner Scott Harrington Don Knowles                       | Pontiac Firebird Formula (en) | ?     | 9     |       |
| 72 Abd. | GT3    | 32 | Phoenix American Motorsport             | John Heinricy (en) Stu Hayner Scott Harrington Don Knowles                       |                               | ?     | 9     |       |
| 73 Abd. | GT3    | 44 | GLPK Racing Leaders                     | Harald Grohs Hans Willems Vincent Dupont Alfons Taels                            | Porsche 911                   | P     | 8     |       |
| 73 Abd. | GT3    | 44 | GLPK Racing Leaders                     | Harald Grohs Hans Willems Vincent Dupont Alfons Taels                            |                               | P     | 8     |       |
| 74 Abd. | CA     | 11 | Genesis Racing National Paintball       | Rick Fairbanks Michael DeFontes Chuck Goldsborough Dan Lewis Mark Newhaus        | Hawk MD3R                     | ?     | 5     |       |
| 74 Abd. | CA     | 11 | Genesis Racing National Paintball       | Rick Fairbanks Michael DeFontes Chuck Goldsborough Dan Lewis Mark Newhaus        |                               | ?     | 5     |       |
| Np.     | GT2    | 65 | Saleen/Allen RRR Speedlab               | Steve Saleen (en) Ron Johnson Will Hoy                                           | Saleen S281                   | ?     |       |       |
| Np.     | GT2    | 65 | Saleen/Allen RRR Speedlab               | Steve Saleen (en) Ron Johnson Will Hoy                                           |                               | ?     |       |       |
| Np.     | GT2    | 15 | Kevin Jeannette                         | Jay Cochran Michel Aouate                                                        | Porsche 911                   | ?     |       |       |
| Np.     | GT2    | 15 | Kevin Jeannette                         | Jay Cochran Michel Aouate                                                        |                               | ?     |       |       |

## Pole position et record du tour
- Pole position :  Yannick Dalmas (#3 Ferrari 333 SP) en 1 min 39 s 195
- Meilleur tour en course :  Max Papis (#3 Ferrari 333 SP) en 1 min 40 s 545